# 夏いまさら一目惚れ
『夏いまさら一目惚れ』（なついまさらひとめぼれ）は、1991年5月2日にリリースした田原俊彦の39作目のシングル。

## 制作
本作は、1991年6月に発売されたアルバム『夏の王様 〜MY BLUE HEAVEN〜』および、同名の映像作品と同じコンセプトのもとに制作されている。

## リリース
1991年5月2日に、ポニーキャニオンのNAVレーベルから、8cmCDとCTの2形態で発売された。

## 収録曲
| 全作詞: 松井五郎。 |                        |           |            |                    |      |
| #                  | タイトル               | 作詞      | 作曲       | 編曲               | 時間 |
| 1.                 | 「夏いまさら一目惚れ」 | 松井五郎  | 荒木真樹彦 | 荒木真樹彦・新川博 | 4:41 |
| 2.                 | 「STARDUSTランデヴー」 | 松井五郎  | 羽田一郎   | 新川博             | 4:00 |
| 合計時間:          | 合計時間:              | 合計時間: | 合計時間:  | 8:41               |      |

| 全作詞: 松井五郎。 |                                              |           |            |                    |      |
| #                  | タイトル                                     | 作詞      | 作曲       | 編曲               | 時間 |
| 1.                 | 「夏いまさら一目惚れ」                       | 松井五郎  | 荒木真樹彦 | 荒木真樹彦・新川博 | 4:41 |
| 2.                 | 「STARDUSTランデヴー」                       | 松井五郎  | 羽田一郎   | 新川博             | 4:00 |
| 3.                 | 「夏いまさら一目惚れ」(オリジナル・カラオケ) | 松井五郎  |            |                    | 4:41 |
| 4.                 | 「STARDUSTランデヴー」(オリジナル・カラオケ) | 松井五郎  |            |                    | 4:00 |
| 合計時間:          | 合計時間:                                    | 合計時間: | 合計時間:  | 17:22              |      |